# Wolmirsleben
Wolmirsleben ist eine Gemeinde in der Börde, in der Mitte von Sachsen-Anhalt, direkt südwestlich von Magdeburg. Sie gehört zur Verbandsgemeinde Egelner Mulde im Salzlandkreis.

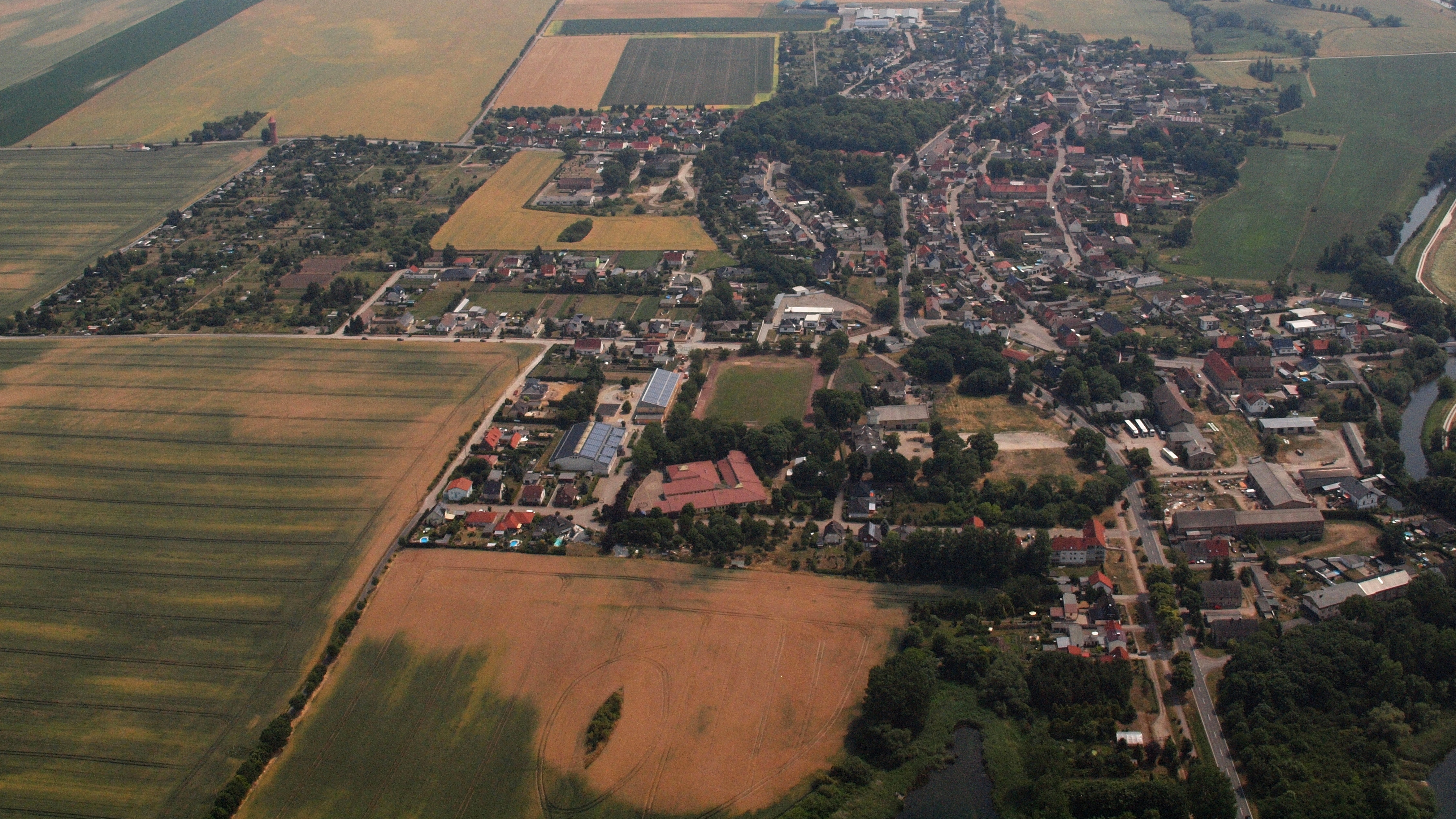
Wolmirsleben, Luftaufnahme (2015)

## Geschichte
937 wurde der Ort als „Wilmersleve“ erstmals erwähnt. Der Flecken wurde von Otto I. an das Moritzkloster zu Magdeburg verschenkt.
1227 übereignete der Magdeburger Erzbischof Wolmirsleben an die Magdeburger Dompropstei. Diese verkaufte einen Teil des Landes an die Klöster Berge und Marienstuhl.
Der Dreißigjährige Krieg 1618–1648 brachte Not und Elend, wobei die Bevölkerung stark dezimiert wurde. In den Verträgen des Westfälischen Friedens wurde der Ort Brandenburg zugeschlagen.
1817 erfolgte der Bau der Chaussee von Wolmirsleben nach Atzendorf. 1849 begann die Erschließung der 1925 stillgelegten Braunkohlengrube „Sophie“. In der Folge des untertägigen Bergbaus entstanden die Seen (Bruchseen) in der Umgebung.
1888 wurde die Eisenbahnstrecke von Etgersleben zur Grube „Sophie“ eröffnet. Bis 1897 erfolgte die Verlängerung der Bahnstrecke bis nach Unseburg. Die Züge verkehrten auf dieser Strecke bis zum Zweiten Weltkrieg.
1944 wurde ein Barackenlager für 300 sogenannte „Halbjuden“ errichtet. An ein zweites Lager für weitere 300 Häftlinge und Kriegsgefangene, die vornehmlich im Schacht IV von Neustaßfurt kriegswichtige Zwangsarbeit verrichten mussten, erinnert nichts mehr.

## Gedenkstätten
- Kriegsopferdenkmal (Ruhender Löwe) auf dem Friedhof der Gemeinde.
- Grabstätten auf dem Ortsfriedhof für fünf namentlich unbekannte Polen, die während des Zweiten Weltkrieges nach Deutschland verschleppt und Opfer von Zwangsarbeit wurden.

## Politik

### Gemeinderat
Nach der Wahl 2009 besteht der Rat besteht aus zwölf Ratsmitgliedern und dem Bürgermeister.
- CDU 5 Sitze
- UWG 3 Sitze
- Die Linke 2 Sitze
- Dorfgemeinschaftsverein e. V. 2 Sitze

Nach der Wahl 2014 gibt es diese Sitzverteilung:

- CDU: 6 Sitze
- DIE LINKE: 3 Sitze
- ohne Fraktion: 3 Sitze

### Wappen
Blasonierung: „In Grün ein spitzbedachter silberner Turm mit Knauf und schwarzen Öffnungen.“
Der Gemeinderat beschloss 1991, den örtlichen Wasserturm ins Wappen aufzunehmen. Dies wurde vom Magdeburger Kommunalheraldiker Jörg Mantzsch realisiert, der auch das Genehmigungsverfahren veranlasste.

## Sehenswürdigkeiten
- Evangelische Kirche St. Nikolai
- Katholische Kirche St. Johannes Baptist
- Mausoleum der Familie Schaeper
- Wasserturm der Gemeinde (im Wappen zu sehen)

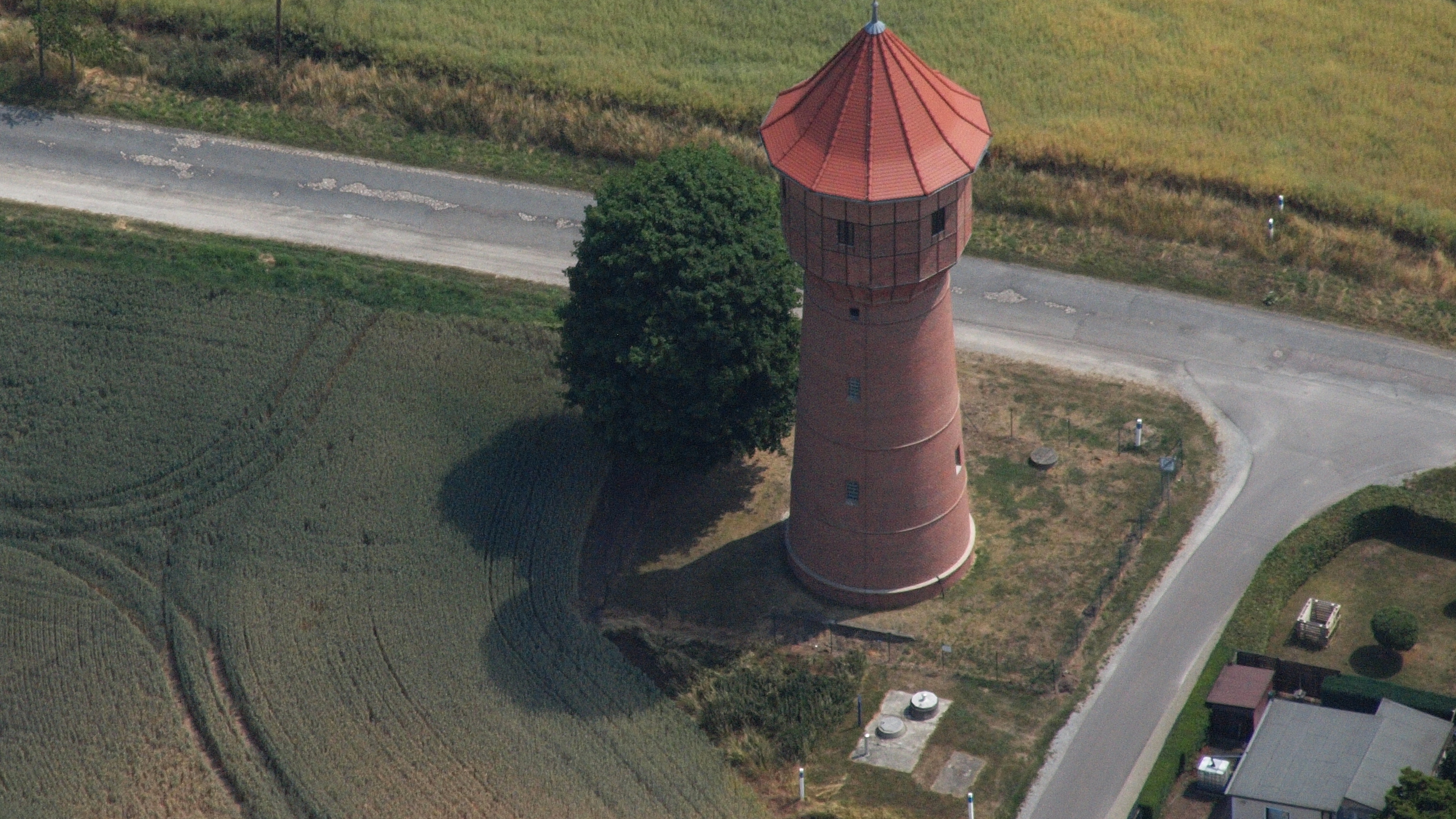
Wolmirsleben, Wasserturm, Luftaufnahme (2015)

## Persönlichkeiten
- Johann Esaias Silberschlag (1721–1791), Astronom und Theologe. Er war bis 1756 Landprediger in Wolmirsleben. 1754 heiratete er in Wolmirsleben Katharina Maria Köbke aus Magdeburg.
- Diana Körner (* 1944), Schauspielerin

## Verkehr
Wolmirsleben lag an der Bahnstrecke Etgersleben–Förderstedt. Diese ist stillgelegt.